# Palau Velódrom Lluís Puig
Het Palau Velódrom Lluís Puig is een multifunctionele zaal in de Barrio Benimàmet van de Spaanse stad Valencia, Valenciaanse Gemeenschap. Het gebouw is vernoemd naar Luis Puig. Van 1981 tot aan zijn dood in 1990 was hij voorzitter van de UCI, de internationale wereldwielerbond. De evenementenhal werd gebouwd ter ere voor de Wereldkampioenschappen baanwielrennen 1992 en werd in datzelfde jaar geopend.
De hal beschikt over een 250 meter lange wielerbaan van geverfd beton, een 200 meter lange indoor atletiekbaan, een gewichtenruimte, een fitnessruimte en is voorzien van airconditioning. Het expositiecentrum Feria Muestrario Internacional de Valencia (kort: Feria Valencia) ligt vlakbij. 
Naast het WK baanwielrennen van 1992 worden er ook andere sporten op deze wielerbaan beoefend. Zo werd er het Europese kampioenschappen indooratletiek 1998 georganiseerd, precies tien jaar later het Wereldkampioenschappen indooratletiek 2008. In december 2000 werd de arena omgeboud tot een zwembad om het Europese kampioenschappen kortebaanzwemmen 2000 te organiseren. Het volgende groote sportevenement dat hier gaat plaats vinden is het Europese kampioenschappen indooratletiek 2027. Daarnaast wordt de arena ook gebruikt voor concertruimte.

## Evenementen
- 1992: Wereldkampioenschappen baanwielrennen
- 1998: Europese kampioenschappen indooratletiek
- 2000: Europese kampioenschappen kortebaanzwemmen
- 2008: Wereldkampioenschappen indooratletiek
- 2027: Europese kampioenschappen indooratletiek